# بيت غراد (المحويت)

تعديل مصدري - تعديل

بيت غراد هي إحدى قرى عزلة الغربي الاسفل بمديرية المحويت التابعة لمحافظة المحويت، بلغ تعداد سكانها 79 نسمة حسب تعداد اليمن لعام 2004.